# Going My Way (phim)
Going My Way là một phim ca nhạc bi hài của hãng Paramount Pictures sản xuất năm 1944, do Leo McCarey đạo diễn, trong đó có ngôi sao Bing Crosby.
Phim nói về một linh mục trẻ (Bing Crosby) đến nhận xứ đạo từ tay một linh mục kỳ cựu (Barry Fitzgerald). Trong phim này Bing Crosby hát 5 ca khúc. Năm sau có phần tiếp theo là phim The Bells of St. Mary's. Phim này là phim có tổng doanh thu cao nhất trong năm 1944, và Bing Crosby được gọi là phòng bán vé thu hút nhất năm.

## Cốt truyện
Việc bổn phận đầu tiên của linh mục trẻ trong sinh hoạt của giáo xứ này bao gồm cả các chuyện tầm phào (mách lẻo), trò tinh nghịch trẻ con và vai trò chủ nhà hơi mờ ám; nhưng vị linh mục trẻ O'Malley (Bing Crosby) dường như đã quen với công việc của mình. Khi vị linh mục già Fitzgibbon (Fitzgerald) quan sát các hành động của linh mục O'Malley, ông ta cảm thấy ngày mình trông nom đàn chiên trong xứ đạo có lẽ đã sắp hết. Về phần mình, linh mục O'Malley, phải giải quyết các quan hệ lãng mạn không ngừng từ quá khứ và tính thích thay đổi thất thường của một ca sĩ. Ngay khi mọi việc đường như đã ổn định nề nếp thì nhà thờ của giáo xứ bị tàn phá bởi một trận hỏa hoạn lớn. Hai vị linh mục phải tìm phương cách mới để giải quyết vấn đề khó khăn lâu đời; sang trông coi xứ đạo yếu kém kinh tế ở gần bên.

## Các vai diễn
- Bing Crosby vai linh mục Chuck O'Malley
- Barry Fitzgerald vai linh mục Fitzgibbon
- Frank McHugh vai linh mục Timothy O'Dowd
- James Brown vai Ted Haines Jr.
- Gene Lockhart vai Ted Haines Sr.
- Jean Heather vai Carol James
- Porter Hall vai Mr. Belknap
- Fortunio Bonanova vai Tomaso Bozanni
- Eily Malyon vai Mrs. Carmody

Vai diễn gồm cả ca sĩ opera Risë Stevens và Carl "Alfalfa" Switzer.

## Các giải thưởng
Phim đoạt 7 Giải Oscar:
- Giải Oscar cho phim hay nhất - Paramount Pictures (Leo McCarey, nhà sản xuất)
- Giải Oscar cho nam diễn viên chính xuất sắc nhất - Bing Crosby
- Giải Oscar cho nam diễn viên phụ xuất sắc nhất - Barry Fitzgerald
- Giải Oscar cho đạo diễn xuất sắc nhất - Leo McCarey
- Giải Oscar cho ca khúc trong phim hay nhất - "Swinging on a Star" - Nhạc của Jimmy Van Heusen; lời của Johnny Burke
- Giải Oscar cho truyện gốc hay nhất - Leo McCarey
- Giải Oscar cho kịch bản chuyển thể hay nhất - Frank Butler và Frank Cavett

Ngoài ra phim còn được đề cử cho 3 giải Oscar khác:
- Giải Oscar cho nam diễn viên chính xuất sắc nhất - Barry Fitzgerald—Fitzgerald được đề cử cho cả thể loại nam diễn viên xuất sắc nhất và nam diễn viên phụ xuất sắc nhất trong cùng một vai diễn. (Sau trường hợp này, điều lệ giải Oscar đã thay đổi để ngừa trường hợp này tái diễn.)
- Giải Oscar cho quay phim xuất sắc nhất, trắng-đen - Lionel Lindon
- Giải Oscar cho biên tập - LeRoy Stone

Năm 2004, Going My Way được chọn đưa vào bảo tồn trong Viện lưu trữ phim quốc gia (Hoa Kỳ) bởi Thư viện Quốc hội (Hoa Kỳ) vì có ý nghĩa "văn hóa, lịch sử hoặc thẩm mỹ".

## Linh tinh
Cho tới nay, phim được thu vào DVD cùng với một phim nổi tiếng khác của Bing Crosby, đó là phim Holiday Inn.
Phim này cũng có bài "Too Ra Loo Ra Loo Ral", do Crosby hát.